# Ramal ferroviario Villa María-Río Cuarto
El Ramal Villa María - Río Cuarto pertenece al Ferrocarril General Bartolomé Mitre, Argentina.

## Ubicación
Se halla en la provincia de Córdoba en los departamentos General San Martín, Juárez Celman y Río Cuarto.

## Características
Es un ramal secundario de la red del Ferrocarril General San Martín con una extensión de 132 km.

## Servicios
No presta servicios de pasajeros. Las vías se encuentran mayormente en estado de abandono. Sólo corren trenes de carga de la empresa Nuevo Central Argentino en algunos tramos del ramal.
La estación Villa María se encuentra activa para servicios de pasajeros de la empresa estatal Trenes Argentinos Operaciones.

## Historia
El ramal fue construido por Ferrocarril Andino y puesto en marcha el 24 de octubre de 1873.
En 1909 es vendido al Ferrocarril Central Argentino.
Durante las estatizaciones ferroviarias de 1948, pasa a formar parte del Ferrocarril General Bartolomé Mitre.